# Un somni en un somni
"Un somni en un somni" és un poema escrit per Edgar Allan Poe, publicat per primera vegada al 1849. El poema costa de 24 versos, dividits en dues estrofes. Qüestiona la forma en què un pot distingir la realitat de la fantasia, i pregunta al final, "¿No és per ventura tot el que veiem només un somni en un somni?"

## Anàlisi
"Un somni en somni" reflecteix els sentiments de Poe respecte a la vida en aquesta època, dramatitzant la seua confusió en veure com totes les coses importants de la seua vida s'esfumaven. Adonar-se que ni tan sols podia conservar un gra d'arena el duu a preguntar-se al final que si no era tot simplement un somni.
El poema fa referència a l'"arena daurada", una imatge derivada del descobriment d'or a Califòrnia al 1848. També es pot interpretar a l'"arena daurada" com una al·lusió a les persones que Poe estimava, i que s'esfumaven inevitablement a causa de la mort (el buit despietat), sense importar quant s'esforcés l'autor per mantenir-les al seu costat.

## Publicació
El poema es publicà per primera vegada el 31 de març de 1849, en el diari de Boston, Flag of Our Union. El mateix periòdic publicà dues setmanes després el conte de Poe Hop-Frog. Al mes següent, l'amo del diari, Frederick Gleason, anuncià que no pagaria més per articles o poemes publicats en el seu periòdic.